# Magna Mater

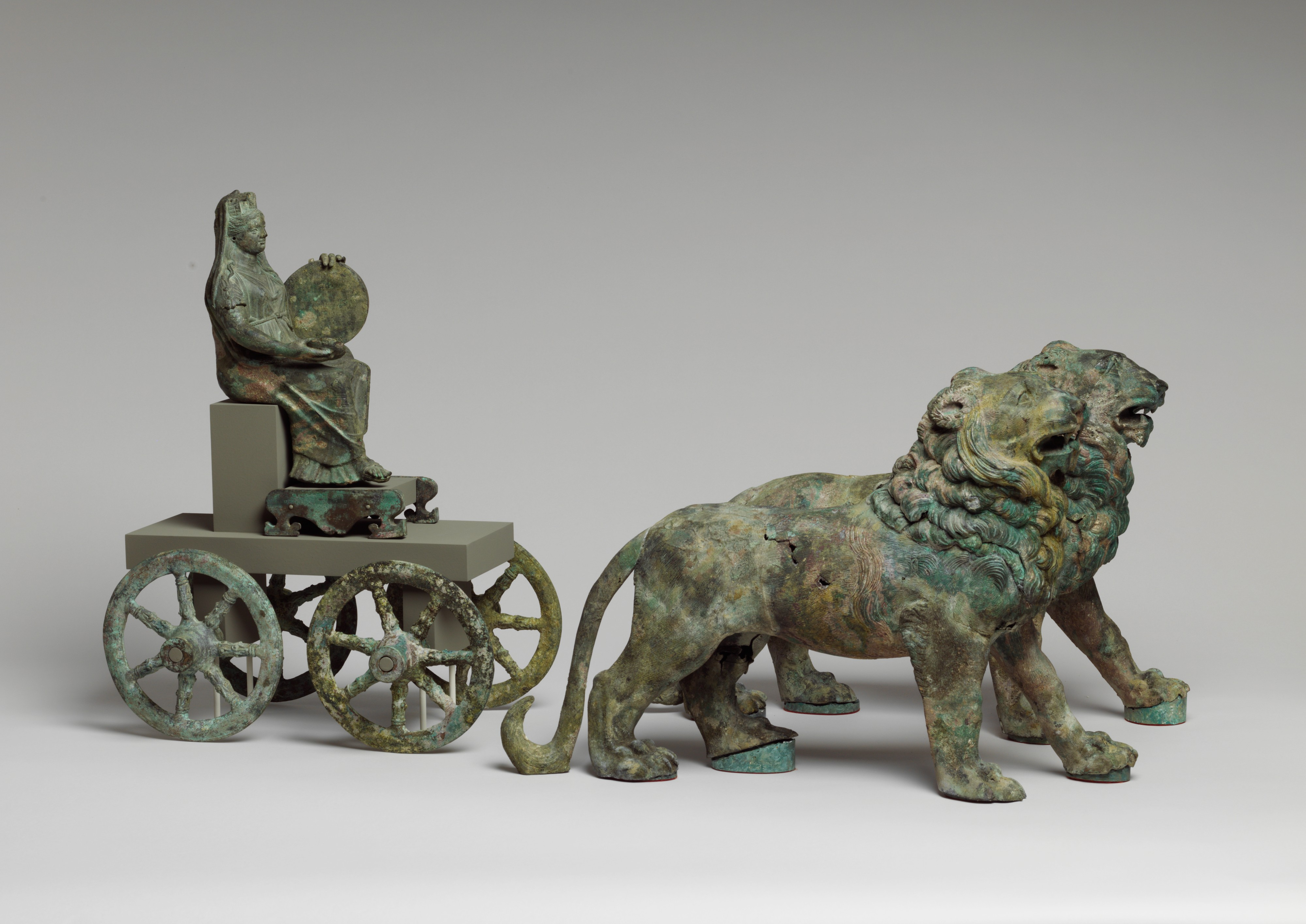
La diosa romana Cibeles, identificada con Magna Mater.

La Magna Mater, Mater Magna, o simplemente Gran Madre, fue una divinidad de origen frigio. Fue la gran diosa anatólica por excelencia, y la madre tierra en Frigia. Su culto se difundió pronto por la cuenca mediterránea gracias a la diáspora de incontables esclavos frigios, floreciendo durante seis siglos.
El culto de la Magna Mater arraigó en la República romana desde el siglo III a. C.  Por favor especial, siendo una divinidad extranjera, se le asignó un lugar de adoración en el Monte Capitolino. Más tarde se le construyó un templo al lado del de la Tríada Capitolina, que durante la Dinastía Severa pasó a ser el santuario más importante de Roma.
La Magna Mater fue en un principio adorada como una piedra aerolito que el año 205 a. C. fue trasladada a Roma. Había comenzado siendo la divinidad hitita Atargatis, que con su hijo y consorte Attis producían fertilidad, cosechas y frutos. Era una diosa terrestre, y en parte también acuática, mientras que Attis era el luciente, brillante hijo del Sol. Ya desde la época hitita Atargatis iba cabalgando en la grupa de dos leones; después, romanizada, la Magna Mater, convertida en Cibeles, unció sus leones a un carro y marchaba sentada cómodamente en él.
Las Julias de la casa de Septimio Severo intensificaron el culto de la Madre Cibeles importando a Roma otra piedra santa desde el santuario de Emesa (actual Homs), del que ellas eran sacerdotisas. El nombre de Heliogábalo es la romanización de Elagabaal. Durante su gobierno se ocupó en la propagación del culto a la piedra de Emesa.

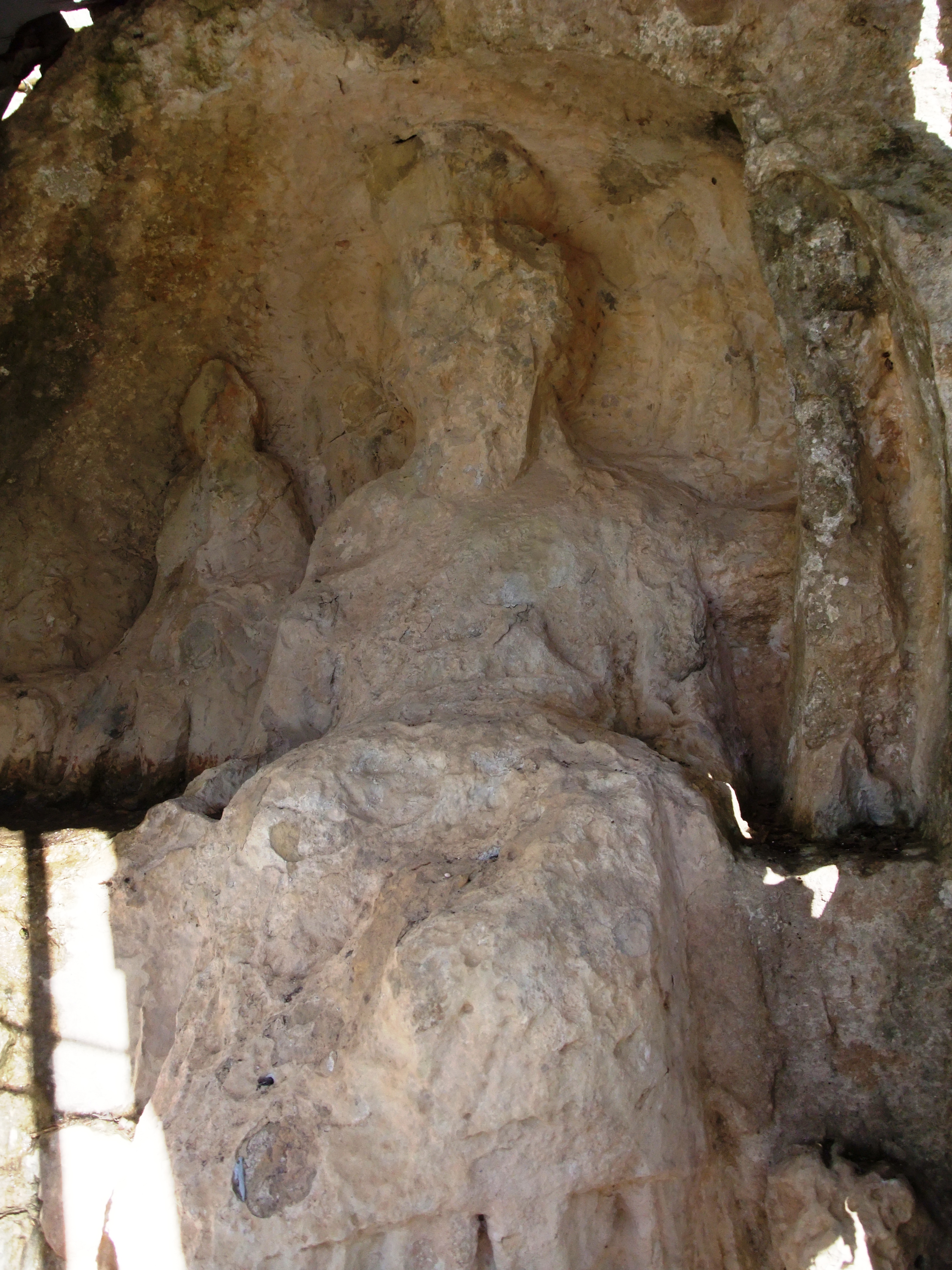
Relieve de Magna Mater en el santuario rupestre de Palazzolo Acreide.

## Culto
Se conserva incompleto un decreto de los sabios en Minoa, ciudad de Amorgos —una de las islas cicládicas—, sobre el culto de la Gran Madre, reorganizado por Hegesareta, esposa de Hermócrates. Habla de las Metroa (de «matriz») o fiestas en honor de la Mater Magna, que, como todas las diosas telúricas, aúna la fertilidad agraria y la fecundidad humana. Constaban de la celebración de los misterios y de un banquete. La cuarta parte de las ofrendas hechas a la diosa sobre la mesa correspondían a la sacerdotisa. La sacerdotisa realizaba la iniciación en los misterios de la Magna Mater. El dracma, ofrenda obligatoria de cada iniciado, se ponía inmediatamente a interés, y su rendimiento se empleaba en banquetes rituales. El resto, a saber, otras ofrendas y la porción correspondiente de las víctimas sacrificadas, eran de la sacerdotisa según lo acostumbrado. La sacerdotisa escogida desempeñaba el sacerdocio durante diez años, si lo aceptaba.
Un documento de los orgeones de la Madre de los dioses del 183-82 a. C., hallado en el Pireo, habla de las sacerdotisas que reclamaban la promulgación de un decreto que las liberara de algunos gastos suplementarios, aunque aceptaban organizar colectas con esmero y cierta solemnidad, como lo ordenaban los orgeones. Otro decreto de esta misma época revela que un tal Quereas había tomado medidas encaminadas a contener los gastos e incrementar las rentas de los orgeones. Además de organizar las colectas, las sacerdotisas debían extender dos tronos, los más bellos posibles, destinados tal vez para un lectisternio o banquete en honor de los dioses, en este caso de la Magna Mater y de Attis, cuyas estatuas eran colocadas en lechos o asientos, preparados con almohadones y coberturas purpúreas en torno de la mesa, donde se disponían los manjares. Tal vez servían para una ceremonia mistérica al estilo de los coribantes.